# بيارمية
البيارمية (الاسم العلمي:†Biarmosuchus) هي جنس من الزواحف تتبع الفصيلة البيارميات من رتيبة البيارميات وأشباهها.